# Jordbävningen i Harnai 1997
Jordbävningen i Harnai 1997 inträffade den 27 februari 1997 klockan 21:08 UTC vid Harnai, Pakistan. Den uppmättes till Mw 7,0 och kändes i stora delar av centrala Balochistan. Jordbävningen inträddade då Indiska plattan och Eurasiska kontinentalplattan kolliderade.

### Fotnoter
1. ↑  ”Significant Earthquakes of the World, 1997”. USGS. Arkiverad från originalet den 7 juni 2011. https://web.archive.org/web/20110607141145/http://earthquake.usgs.gov/earthquakes/eqarchives/significant/sig_1997.php. Läst 12 februari 2011.
2. ↑  ”Damaging Earthquake in Pakistan”. Columbia University, Earth Institute. Arkiverad från originalet den 13 juni 2011. https://web.archive.org/web/20110613004300/http://www.ldeo.columbia.edu/LCSN/Eq/Global/E970227/ev.html. Läst 18 februari 2011.